# Guatteria punctata
 (février 2023).
La mise en forme du texte ne suit pas les recommandations de Wikipédia : il faut le « wikifier ».
Les points d'amélioration suivants sont les cas les plus fréquents :
- Les titres sont pré-formatés par le logiciel. Ils ne sont ni en capitales, ni en gras.
- Le texte ne doit pas être écrit en capitales (les noms de famille non plus), ni en gras, ni en italique, ni en « petit »…
- Le gras n'est utilisé que pour surligner le titre de l'article dans l'introduction, une seule fois.
- L'italique est rarement utilisé : mots en langue étrangère, titres d'œuvres, noms de bateaux, etc.
- Les citations ne sont pas en italique mais en corps de texte normal. Elles sont entourées par des guillemets français : « et ».
- Les listes à puces sont à éviter, des paragraphes rédigés étant largement préférés. Les tableaux sont à réserver à la présentation de données structurées (résultats, etc.).
- Les appels de note de bas de page (petits chiffres en exposant, introduits par l'outil «  Source ») sont à placer entre la fin de phrase et le point final[comme ça].
- Les liens internes (vers d'autres articles de Wikipédia) sont à choisir avec parcimonie. Créez des liens vers des articles approfondissant le sujet. Les termes génériques sans rapport avec le sujet sont à éviter, ainsi que les répétitions de liens vers un même terme.
- Les liens externes sont à placer uniquement dans une section « Liens externes », à la fin de l'article. Ces liens sont à choisir avec parcimonie suivant les règles définies. Si un lien sert de source à l'article, son insertion dans le texte est à faire par les notes de bas de page.
- La présentation des références doit suivre les conventions bibliographiques. Il est recommandé d'utiliser les modèles {{Ouvrage}}, {{Chapitre}}, {{Article}}, {{Lien web}} et/ou {{Bibliographie}}. Le mode d'édition visuel peut mettre en forme automatiquement les références.
- Insérer une infobox (cadre d'informations à droite) n'est pas obligatoire pour parachever la mise en page.

Pour une aide détaillée, merci de consulter Aide:Wikification.
Si vous pensez que ces points ont été résolus, vous pouvez retirer ce bandeau et améliorer la mise en forme d'un autre article.
Espèce
Statut de conservation UICN

 LC  : Préoccupation mineure
Synonymes
Selon GBIF (16 février 2023) :
- Annona chrysopetala Steud.
- Annona punctata Aubl. - Basionyme
- Guatteria chrysopetala (Steud.) Miq.
- Guatteria chrysopetala var. major R.E.Fr.
- Guatteria chrysopetala var. tenuipes R.E.Fr.
- Guatteria chysopetala (Steud.) Miq.
- Guatteria chysopetala var. major R.E.Fr.
- Guatteria chysopetala var. tenuipes R.E.Fr.
- Guatteria pteropus R.E.Fr.

Selon Tropicos (16 février 2023) :
- Annona axilliflora DC.
- Annona chrysopetala Steud.
- Annona punctata Aubl. - Basionyme
- Guatteria acutissima R.E. Fr.
- Guatteria asplundiana R.E. Fr.
- Guatteria atra Sandwith
- Guatteria axilliflora (DC.) R.E. Fr.
- Guatteria buchtienii R.E. Fr.
- Guatteria calimensis R.E. Fr.
- Guatteria calliantha R.E. Fr.
- Guatteria caniflora Mart.
- Guatteria caniflora var. angustifolia Mart.
- Guatteria caniflora Mart. var. caniflora
- Guatteria caniflora var. latifolia Mart.
- Guatteria cargadero Triana & Planch.
- Guatteria chrysopetala (Steud.) Miq.
- Guatteria chrysopetala (Steud.) Miq. var. chrysopetala
- Guatteria chrysopetala var. major R.E. Fr.
- Guatteria chrysopetala var. tenuipes R.E. Fr.
- Guatteria coeloneura Diels
- Guatteria collina R.E. Fr.
- Guatteria elliptica R.E. Fr.
- Guatteria gamosepala R.E. Fr.
- Guatteria glauca Ruiz & Pav.
- Guatteria gracilipes R.E. Fr.
- Guatteria guentheri Diels
- Guatteria juninensis R.E. Fr.
- Guatteria lanceolata R.E. Fr.
- Guatteria lasiocalyx R.E. Fr.
- Guatteria latipetala R.E. Fr.
- Guatteria leiocarpa R.E. Fr.
- Guatteria longestipitata R.E. Fr.
- Guatteria macrocalyx R.E. Fr.
- Guatteria obliqua R.E. Fr.
- Guatteria occidentalis R.E. Fr.
- Guatteria olivacea R.E. Fr.
- Guatteria ovalifolia R.E. Fr.
- Guatteria parviflora R.E. Fr.
- Guatteria platyphylla Triana & Planch.
- Guatteria pleiocarpa Diels
- Guatteria poeppigiana Mart.
- Guatteria pteropus Benth.
- Guatteria pteropus var. angustior R.E. Fr.
- Guatteria pteropus var. cinerea R.E. Fr.
- Guatteria rhamnoides R.E. Fr.
- Guatteria sagotiana R.E. Fr.
- Guatteria sagotiana var. gracilior R.E. Fr.
- Guatteria sagotiana R.E. Fr. var. sagotiana
- Guatteria sylvicola S. Moore
- Guatteria umbonata R.E. Fr.
- Guatteria wessels-boerii Jans.-Jac.

Guatteria punctata est une espèce de petit arbre appartenant à la famille des Annonaceae, connue en Guyane sous les noms de Mamayavé/Maman yawée, Mamayawé commun (Nenge tongo), Iliwa (Wayana), Iwi, Iwilusi, Pina? ipinu (Wayãpi), ou anciennement Pinaou (Galibi cf. Aublet 1775).
Ailleurs, on l'appelle 
en Bolivie Midha dhahua (Tacana), Chia, Chirimoya del monte, Chocolatillo negro, Laurel macho, Maurel canelón, Palo pancho verde, Piraquina, Piraquina de barbecho, Piraquina negra, 
au Brésil Seiseiunahi (Yanomami), Envira, Envira-cajú, Envira-flor-grande, Envira-fofa, Envira-manga-de-anta, Envira-preta, Envireira, Envireira-da-birida, Invira, Invireira, Taiwi’i, 
en Colombie Kïbojïu dujeko (Muinane), Cargadero, Cargadero negro, Garrapato (arbre à tique), Guasco dulce, Zuto
en Équateur Fandicho, Fanicho, Shapattovo (Cofán), Gañitahue, Mucataremon, Oñitahua, Oñitahue, Oñitahuemo (Huaorani), Ucucha anona (Quichua), Neayatio (Secoya), Chiwiachim (Shuar), Cargadera negra, au Guyana Arara, Black Kuyama (Arawak), Black maho (Créole), Kuyama, Yarayara (Carib), 
au Pérou Muraya, Wámpuyais, Yaïs (Shuar), Amarillo, Anonilla, Anonilla blanca, Auca hicoja, Carahuasca, Carahuasca negra, Caravasca, Yanahuasca, Yana huasca, Zoro caspi, Zorro caspi, 
au Suriname Arara, Koeli koejokoe (Arawak), Baaka pau, Boesi-soensaka (Nenge tongo), Mamaai, Blaka paw (Saramaka), Boszuurzak, Krabietakaka, Panta, Pedrekoe pisi (Sranan tongo), 
au Venezuela Annoncillo, Majagua, Majagua blanca, Majagua hoja larga, Majagua negra, Wosewayek, Yarayara amarilla, Yarayara morada, Majagua anón, Majagua verde.

## Description
Guatteria punctata est un arbre ou arbuste haut de 1 à 45 m, pour 5 à 75 cm de diamètre.
Les Jeunes rameaux sont densément à faiblement couverts de poils apprimés (ou rarement dressés), devenant rapidement glabres. 

Les feuilles portent un pétiole long de 4-30 mm, pour 1-6 mm de diamètre.
Le limbe est chartacé à coriace, de forme étroitement elliptique, parfois elliptique ou étroitement obovale, long de 7-35(-45) cm pour 3-14(-18) cm de large (indice foliaire 1,5-3,5(-5)), à base aiguë, courte à longuement atténuée, parfois obtuse ou même cordée, et à apex acuminé (acumen de 5-25 mm de long), rarement aigu.
La face inférieure est de couleur brun grisâtre à brun, peu à assez densément (rarement densément) couverte de poils apprimés, la nervure primaire parfois carénée.
La face supérieure est non verruqueuse, terne à brillant, de couleur gris à brun en dessus, glabre ou à nervure primaire variablement couverte de poils apprimés ou rarement dressés, la nervure primaire légèrement imprimée à plate.
Les 10-25 paires de nervures secondaires distinctes, imprimées à plates au-dessus, formant des boucles distantes de la marge d'au moins 1-5 mm.
Les nervures tertiaires sont plates, légèrement surélevées ou légèrement imprimées au-dessus, réticulées à percurrentes. 

Les inflorescences, comptant 1-3(-5) fleurs, sont disposées à l'aisselle des feuilles ou sur des rameaux sans feuilles.
Les pédicelles sont longs de 10-35(-55) mm, pour 1-2 mm de diamètre (atteignant 2-4 mm de diamètre à la fructification), densément à peu couverts de poils apprimés (à semi-dressés ou dressés), articulés à 0.2-0.5 de la base.
On compte 5-7 bractées, rapidement caduques :
les 2 supérieures sont elliptiques à largement elliptiques, atteignant 6(–10) mm de long (une des bractées foliacées supérieures atteigant exceptionnellement 40 par 10 mm).
La bractée médiane est elliptique, longue d'environ 5 mm.
Les bractées inférieures sont elliptiques à ovales ou largement ovales, longues de 1-2 mm. 

Les boutons floraux sont de forme ovoïde déprimée, à l'apex obtus ou aigu.
Les sépales sont libres, mesurant 4-10 x 4-10 mm, à base rarement connée, de forme ovale-triangulaire large à peu profonde, réfléchi ou apposé, à face externe densément couverte de poils apposés à dressés.
Les pétales mesurant 10-40{- 50} mm sur 5-20 mm, sont de couleur verte, jaune, crème ou blanche, parfois glauques, de forme oblongue-elliptique, la face externe densément couverte de poils dressés.
Les étamines sont longues de 1 à 2 mm, le connectif velu, papilleux ou glabre, ombonées ou plates. 

On compte 5-100 monocarpes, mesurant 7-20 x 4-15 mm, à paroi épaisse de 0,1-1{-4} mm, portés au bout de stipes mesurant 6-30 x 0,5-2{-3} mm, de couleur verte devenant noir à noir-violet (noir à brun, parfois glauque au séchage), de forme ellipsoïde à subglobuleuse, faiblement couverts de poils étalés, devenant rapidement glabres, à sommet arrondi à apiculé (apiculum long de moins de 1 mm). 

Les graines sont de forme ellipsoïde à subglobuleuse, mesurant 6-12 mm par 4-8 mm, de couleur brun clair à foncé, de texture piquée à lisse, à parfois rugueuse, et avec un raphé en relief.

Les fruits de cette espèce (Guatteria latipetala R.E. Fr. = Guatteria punctata (Aubl.) R.A.Howard) ressemblent à ceux de Guatteria ovalifolia R.E. Fr..

## Répartition
Guatteria punctata est présent en Colombie (Amazonas, Antioquia, Boyacá, Cauca, Chocó, Guainía, Meta, Valle del Cauca, Vaupés, Vichada), au Venezuela (Amazonas, Bolívar, Delta Amacuro, Zulia), au Guyana, au Suriname, en Guyane, en Équateur (Azuay, Carchi, Esmeraldas, Morona-Santiago, Napo, Pastaza, Santiago-Zamora, Sucumbíos, Zamora-Chinchipe), au Pérou (Amazonas, Cajamarca, Cusco, Huánuco, Loreto, Madre de Dios, Oxapampa, Pasco, San Martín, Ucayali) et au Brésil (Acre, Amapá, Amazonas, Maranhão, Mato Grosso, Pará, Rondônia), Bolivie (Beni, Cochabamba, La Paz, Pando, Santa Cruz).

## Écologie
On rencontre Guatteria punctata dans les forêts de terre ferme (non inondées) de plaine, submontagnardes ou montagnardes, souvent sur des sols argileux (au Venezuela dans les forêts ouvertes, parfois broussailleuses, parfois sur des pentes ou des parcelles de sable blanc), autour de 0-2 800 m d'altitude (environ 50-700 m d'altitude au Venezuela). Il fleurit et fructifie toute l'année.
Guatteria punctata est l'hôte du champignon parasite Aecidium cf. amazonense Henn..
Guatteria punctata a été retrouvé parmi la régénération naturelle sur une ancienne exploitation de la bauxite et a été suggéré pour la restauration de zones dégradées.

## Utilisations
La pulpe du fruit mûr de Guatteria punctata est comestible.
Ses feuilles sont employée en bain d'herbes médicinales.
Son bois sert à fabriquer des planches.
L'huile essentielle de feuilles de Guatteria olivacea R. E. Fr. (= Guatteria punctata (Aubl.) R.A.Howard) présente des propriétés anti-tumorales dans le cancer du foie, mais aussi antioxydantes, trypanocides avec une CI50 de 0,029 μg/mL et un indice de sélectivité (IS) de 32 (34 fois plus active que le médicament de référence, la benznidazole) et fortement antibactérienne (concentrations minimales d'inhibition de 4,68 à 37,5 µg/mL contre des souches de Streptococcus mutans),.
Les effets comportementaux d'extrait de Guatteria punctata ont été étudiés sur des souris.

## Protologue
En 1775, le botaniste Aublet décrit cette plante pour la première fois et propose la diagnose suivante : 

« 2. ANNONA (punctata) fructu levi, punctato, carne tubeſcente. (Tabula 247.)
Frutex trunco ramoſo, viginti-pedali 5 ramis hinc & indè ſparſis. Folia alterna, ovato-oblonga, acuta, glabra, integerrima, brevi petiolata. Flores ſolitarii, axiliares. Corolla ſublutea. Fructus ; bacca ovata, ſubrotunda, punctata, obſcurè rufa, carnosa, intùs tubeſcens, edulis.  

Florebat Novembri ; fructum ferebat Aprili & Maio.  

Habitat in fylvis Sinémarienſibus & propè amnem Galibienſem.  

Nomen Caribæum PINAOU. 
[…]
LE COROSSOL Pinaou.
Cet arbre eſt de moyenne grandeur. Son tronc eſt droit, & ſon bois blanc & fort dur. 

Les feuilles ſont alternes, portées ſur un pédicule court, creuſé en gouttière à ſa partie ſupérieure. Elles ſont ovales, terminées par une longue pointe, & ont neuf pouces & plus de longueur, ſur deux & demi & plus de largeur, de couleur verte en deſſus comme en deſſous, fermés & luiſantes. 

Les fleurs naiſſent ſolitaires aux aiſſelles des feuilles & le long des branches ; elles ſont portées ſur des pédoncules courts. 

Le calice eſt compoſé de trois pièces aiguës, dures, coriaces, velues, jaunâtres. 

Les pétales ſont au nombre de ſix, trois extérieurs & trois intérieurs. Les extérieurs ſont plus grands, terminés en pointe, charnus, de couleur jaunâtre ; les intérieurs ſont plus petits, plus charnus, & embraſſent les étamines en ſe réuniſſant par leurs angles. 

Les étamines, au nombre de ſoixante, plus ou moins, ſont des anthères portées ſur des filets a peine viſibles. Elles forment toutes enſemble, par leur arrangement, un corps de figure priſmatique, au deſſous du piſtil. 

Le piſtil eſt compoſé de vingt-cinq ovaires réunis enſemble, & qui portent chacun un stigmate vert, très court. 

Ce piſtil devient inſenſiblement en muriſſant un fruit & la groſſeur de trois pouces environ & de forme ovale, & couleur brune en dehors, liſſe & pointillé. Sa chair eſt rougeâtre, graveleuſe, remplie de petites graines de la forme des autres eſpèces. Ce fruit eſt bon au goût, & on le mange avec plaiſir. 

J'ai trouvé cet arbre dans les forêts de Sinémari, à douze lieues du bord de la mer, dans le mois de Novembre, & près la crique des Galibis, au haut de la rivière de Sinémari, dans les mois d'Avril & & Mai ; pour-lors ces fruits étoient en maturité. 

Cet arbre eſt nommé PINAOU par les Galibis emploient le bois de cet arbre pour faire des lates à cauſe de la facilité qu'ils ont à le fendre ; ils en ſont auſſi des chevrons. »

— Fusée-Aublet, 1775.